# Dawid (Perović)
Dawid, nazwisko świeckie Perović (ur. 17 lipca 1953 w Ðurakowcu) – serbski biskup prawosławny.

## Życiorys
Ukończył gimnazjum w Peci. Następnie podjął studia na kierunku literatura na Wydziale Filozoficznym Uniwersytetu Belgradzkiego oraz reżyseria filmowa i telewizyjna w Akademii Teatru, Filmu, Radia i Telewizji w Belgradzie, które ukończył w 1976. Następnie od 1977 do 1983 studiował teologię w Belgradzie. W roku uzyskania dyplomu złożył wieczyste śluby mnisze w monasterze Visoki Dečani. Następnie przez sześć lat był wykładowcą w seminariach Trzech Świętych Hierarchów przy monasterze Krka i Świętych Cyryla i Metodego w Prizrenie. W 1989 wyjechał do Aten na pięcioletnie studia podyplomowe, które zakończył obroną pracy poświęconej Duchowi Świętemu w nauczaniu św. Bazylego Wielkiego. W 1995 wrócił do Belgradu i został wykładowcą etyki chrześcijańskiej i teologii ascetycznej na Wydziale Teologicznym Uniwersytetu Belgradzkiego. W latach 1995–1997 wykładał również teologię dogmatyczną i etykę na Akademii Duchownej św. Bazylego Ostrogskiego w Srbinje.
W latach 1995–1997 i 1999 wyjeżdżał do Paryża na studia w zakresie filologii romańskiej (język francuski). Przygotowuje również pracę poświęconą chrystologii w nauczaniu św. Maksyma Wyznawcy. Brał udział w działaniach związanych z przyjęciem w jurysdykcję eparchii francuskiej i zachodnioeuropejskiej związku wyznaniowego Francuzów-Oksytańczyków rytu starokalendarzowego oraz w rozmowach z Prawosławnym Katolickim Kościołem Francji w sprawie jego przejścia pod zarząd Serbskiego Kościoła Prawosławnego. W 2002 obronił pracę doktorską poświęconą tematyce pneumatologicznej w pracach św. Bazylego Wielkiego. W tym samym roku został mianowany docentem w katedrze etyki chrześcijańskiej. W latach 2005–2007 wykładał również teologię ascetyczną na Wydziale Filozoficznym Uniwersytetu Belgradzkiego.
Autor szeregu publikacji o tematyce teologicznej, filozoficznej, filmowej i literackiej oraz przekładów z języków greckiego, francuskiego, angielskiego i rosyjskiego. Pracownik studia filmowego Naos przy Wydziale Teologicznym Uniwersytetu Belgradzkiego.
W czasie posiedzenia Soboru Biskupów Serbskiego Kościoła Prawosławnego w dniach 16–26 maja 2011 został wybrany na pierwszego ordynariusza nowo powołanej eparchii kruševackiej. Jego chirotonia biskupia odbyła się 25 lipca tego samego roku w cerkwi św. Jerzego w Kruševcu, z udziałem patriarchy serbskiego Ireneusza, arcybiskupa ochrydzkiego i metropolity Skopje Jana, metropolity Czarnogóry i Przymorza Amfilochiusza, biskupów timockiego Justyna, szumadijskiego Jana, braniczewskiego Ignacego, dalmackiego Focjusza oraz raszko-prizreńskiego Teodozjusza.